# La Déroute
Pour plus de détails, voir Fiche technique et Distribution.
La Déroute est un court-métrage documentaire français de 16 minutes réalisé par Ado Kyrou, sorti en 1957.
La Déroute se fonde sur un texte emprunté à Victor Hugo et narré par Jean Servais, qui joue dans ce film dont la musique originale est signée André Souris.
La Déroute est présenté en 2010 à la Cinémathèque française dans le cadre de la carte blanche de Jean-Pierre Bastid sur le thème Anarchie et Cinéma.

## Argument
Ce film documentaire, satire du champ de bataille de Waterloo et de sa « morne plaine », dénonce l'exploitation mercantile du lieu.